# Анђели нас зову да им скинемо крила
Анђели нас зову да им скинемо крила је први студијски албум групе Аниматори из 1983. године. Продуцирао га је Жељко Бродарић Јапа, а снимљен је у студију „Тетрапак” у Сплиту.
Албум је један од најбољих и најпродаванијих из 1983. године, а насловна песма се неколико месеци задржала на првом месту емисије „Хит месеца” радиотелевизије Београд. Од осталих песама издвајају се „Комарци”, „Лето нам се вратило” које је и данас једна од најизвођенијих песама, матурантска „Касно је за просинац” и „Камо одлази светло”.
Песма „Омладинска” се појављује у филму Пјевајте нешто љубавно редитеља Горана Куленовића, док је насловна нумера препевана у филму Ми нисмо анђели 3.
Поводом четрдесет година од изласка, албум је издат на плочи.

## Постава
- Крешимир Крешо Блажевић – вокал, гитара
- Андро Пуртић – бас-гитара, пратећи вокал
- Ватрослав Маркушић Ватро– виолина, пратећи вокал
- Томислав Тоцо Брежичевић – бубњеви, пратећи вокал

## Листа песама
- „Лето нам се вратило”
- „Мале цурице”
- „Анђели нас зову да им скинемо крила”
- „Камо одлази свијетло”
- „Боље да ми верујеш”
- „Мађарац”
- „Први пут или никада”
- „Лујза”
- „Она није овде”
- „Неки матори јарци”
- „Ја не разумијем”
- „Омладинска”
- „Касно је за просинац”
- „Љето” (додатак)

## Топ листе

### Недељна листа
| Назив листе | Највиша позиција |
| ----------- | ---------------- |
| ХР топ 40   | 5                |

### Месечна листа
| Назив листе | Највиша позиција |
| ----------- | ---------------- |
| ХДУ         | 3                |